# Bemisia tabaci
Bemisia tabaci är en insektsart som först beskrevs av Gennadius 1889.  Bemisia tabaci ingår i släktet Bemisia och familjen mjöllöss. Inga underarter finns listade i Catalogue of Life.

## Bildgalleri

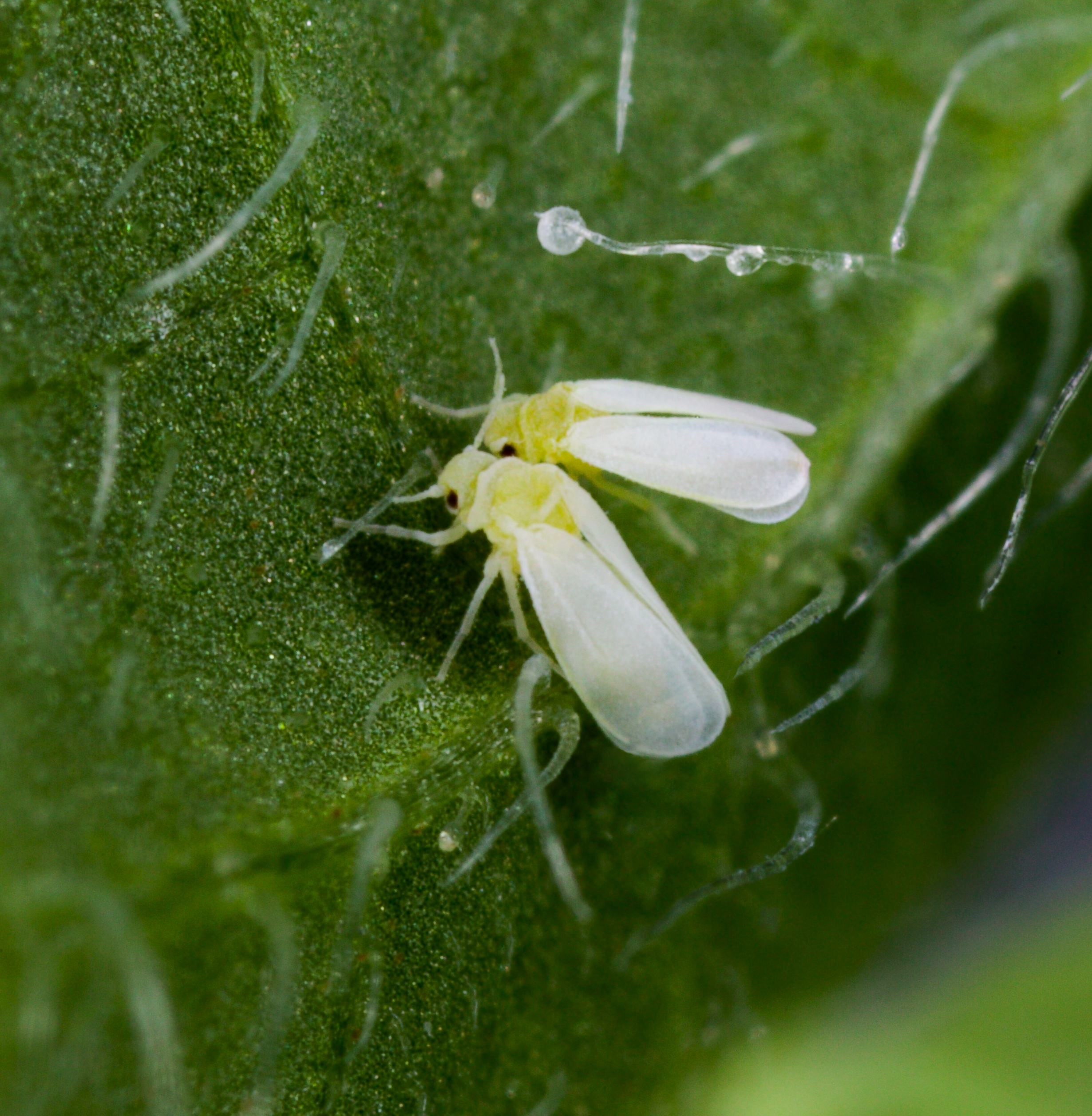
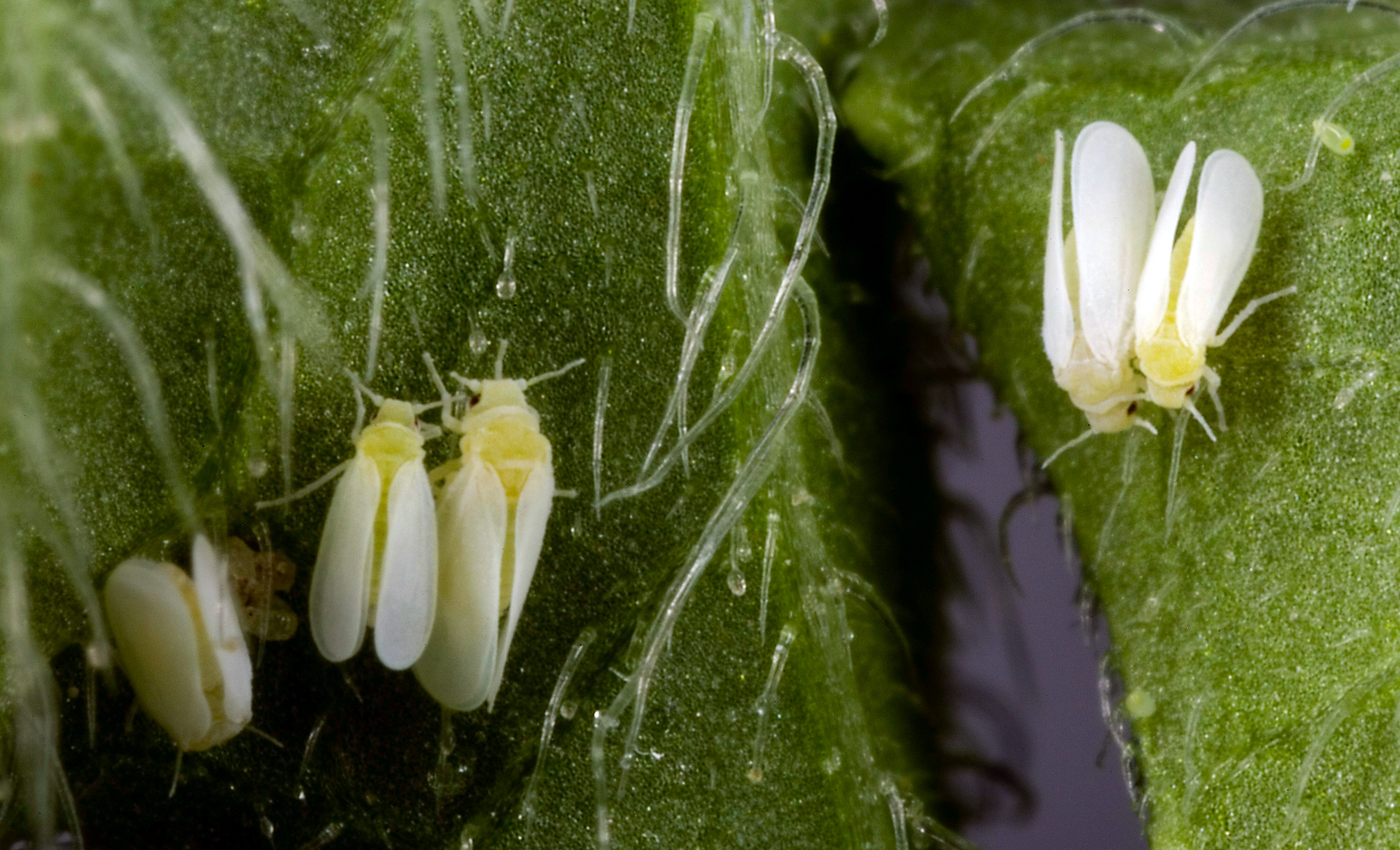
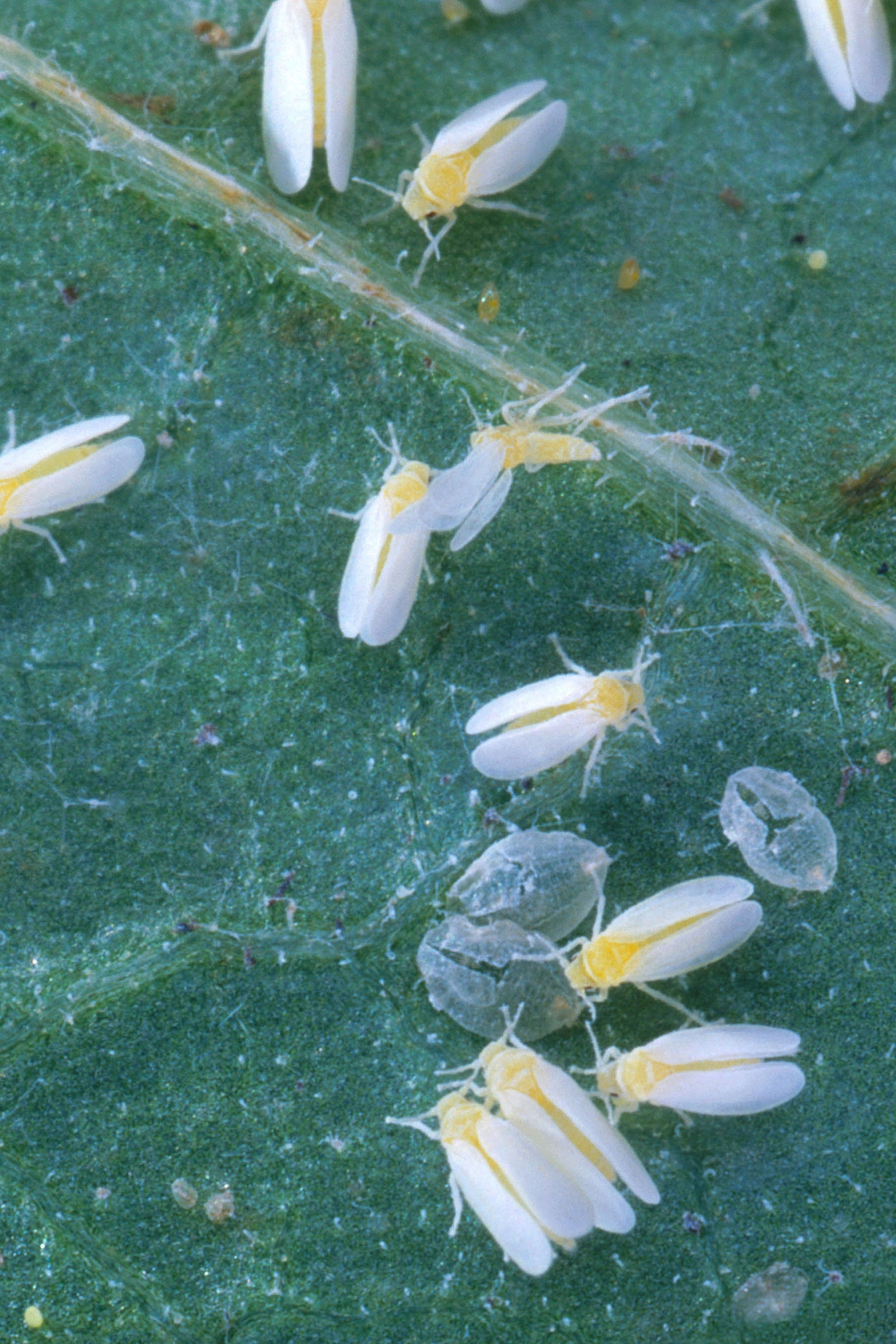
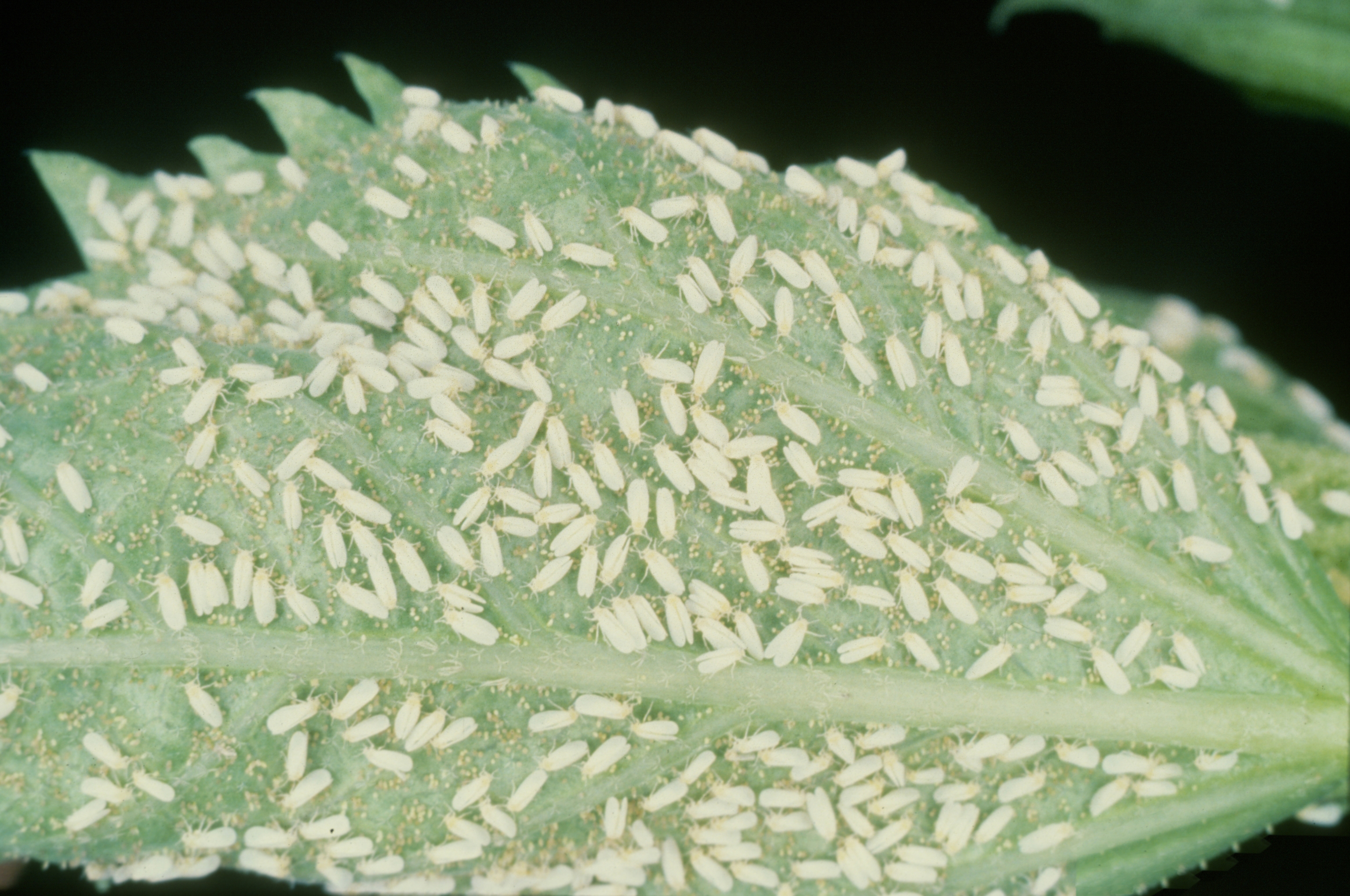
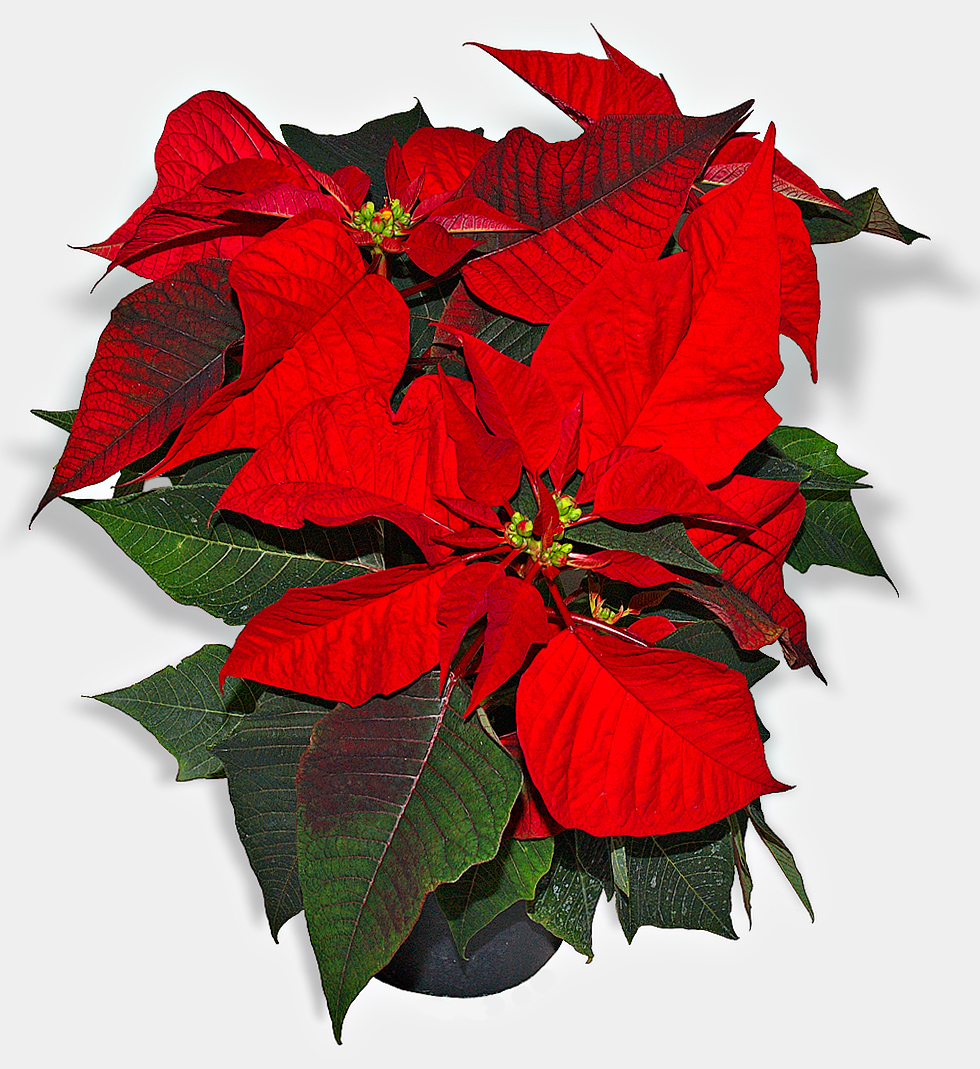
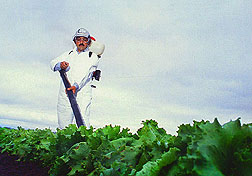